# Ciné-roman (téléfilm)
Pour les articles homonymes, voir Ciné-roman.
Pour plus de détails, voir Fiche technique et Distribution.
Ciné-roman est un téléfilm français réalisé par Serge Moati, diffusé le 22 décembre 1978 sur TF1. Il s'agit de l'adaptation du  roman homonyme écrit par Roger Grenier et lauréat du prix Femina en 1972.

## Fiche technique
- Réalisateur : Serge Moati
- Scénario : Roger Grenier, d'après son roman homonyme.
- Adaptation et dialogues : Serge Moati et Françoise Verny
- Photographie : André Neau
- Musique : Pierre Jansen
- Chorégraphie : Michèle Nadal
- Dates de diffusion : 22 décembre 1978 sur TF1

## Distribution
- Catherine Arditi : Christine
- Gilles Laurent : François
- Paulette Frantz : Mme Laurent
- Maurice Biraud : M. Laurent
- Jacques Dufilho : M. La Flèche
- Rosy Varte : Mme La Flèche
- Pierre Maguelon : Léon
- Daniel Gélin : Maréchaux
- Evelyne Dandry : Yvonne
- Jean-Pierre Rambal : Julien
- Louise Chevalier : Louise
- Philippe Laudenbach : M. Fauche
- Alain Janey : M. Tournon
- Catherine Davenier : Simone
- Marcel Gassouk : le speaker
- Philippe du Janerand : le fakir
- Josiane Lévêque : la femme du fakir
- Martine de Breteuil : Mme Ros
- Daniel Léger : le spectateur
- Bruno Privat : le fildefériste
- Gérard Kunian : le prestidigitateur